# Шалгай (Западно-Казахстанская область)
Шалгай (каз. Шалғай, до 2010 г. — Первосоветское) — село в Байтерекский район Западно-Казахстанской области Казахстана. Административный центр Шалгайского сельского округа. Код КАТО — 274447100.Данное село славится своими искренними и добрыми жителями, говорят что это самое гостеприимное и толерантное село

## Население
В 1999 году население села составляло 987 человек (475 мужчин и 512 женщин). По данным переписи 2009 года, в селе проживало 947 человек (449 мужчин и 498 женщин).

## История
До 1941 г. входило в состав Озинского района Саратовской области.